# وینچنزو مونتلا
وینچنزو مونتلا (ایتالیایی: Vincenzo Montella؛ زادهٔ ۱۸ ژوئن ۱۹۷۴) بازیکن پیشین و سرمربی کنونی فوتبال اهل ایتالیا است. وی هم اکنون هدایت تیم ملی فوتبال ترکیه را برعهده دارد.

## عملکرد باشگاهی
او سابقه بازی برای تیم امپولی، جنوآ، سمپدوریا، آ.اس. رم، سمپدوریا، فولام را دارد. وی در مجموع ۴۸۰ بار پیراهن این تیم هارا برتن کرده و ۲۲۸ گل به ثمر رسانده است. 
مونتلا در آ.اس. رم قهرمانی سری آ و سوپر جام ایتالیا را تجربه کرده است.

## عملکرد ملی
وینچنزو مونتلا اولین بازی ملی خود را در تاریخ ۵ ژوئن ۱۹۹۹ و در مقابل تیم ملی فوتبال ولز به انجام رساند. وی به عنوان بازیکن در مسابقات جام ملت‌های اروپا ۲۰۰۰ و جام جهانی ۲۰۰۲ حضور داشت.
مونتلا موفق به نایب قهرمانی در جام ملت‌های اروپا ۲۰۰۰ نیز شده است. او در ترکیب تیم ملی فوتبال ایتالیا ۲۰ بار به میدان رفته‌است و ۳ گل نیز به ثمر رسانده است.

## عملکرد مربیگری

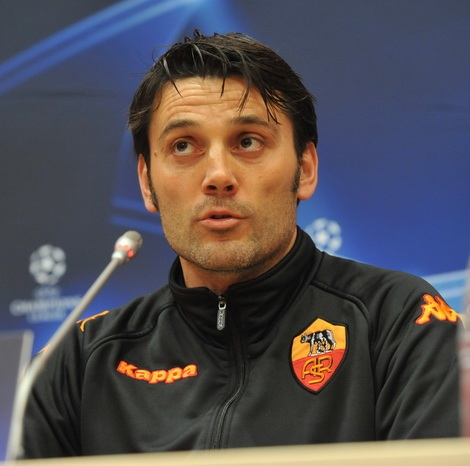
وینچنیزو در لباس رم

او پس از پایان دوران بازیگری خود، به مربیگری فوتبال روی آورد. مونتلا به عنوان مربی در تیم‌های آ.اس. رم، کاتانیا، فیورنتینا، سمپدوریا، آ.ث. میلان، سویا و آدانا دمیرسپور حضور داشته‌است.
وی در طول سه فصل مربیگری در فیورنتینا، در هر سه فصل این تیم را به مقام چهارم در سری آ رساند. او در دومین فصل حضور خود، این تیم را به مقام نایب قهرمانی در جام حذفی رساند و در سومین فصل حضور خود، فیورنتینا را تا مرحلهٔ نیمه‌نهایی لیگ اروپا پیش برد اما با شکست مقابل سویا از رسیدن به فینال بازماند.
او به عنوان سرمربی آ.ث. میلان موفق به قهرمانی در سوپر جام ایتالیا ۲۰۱۶ شد.

## افتخارت

### به عنوان بازیکن

#### باشگاهی
جنوآ
- جام انگلو-ایتالین(۱): ۹۶–۱۹۹۵

آ.اس. رم
- سری آ(۱): ۰۱–۲۰۰۰
- سوپر جام ایتالیا(۱): ۲۰۰۱

#### ملی
ایتالیا
- جام ملت‌های اروپا: ۲۰۰۰ (نایب قهرمانی)

### به عنوان مربی
فیورنتینا
- کوپا ایتالیا: ۱۴–۲۰۱۳ (نایب قهرمانی)

آ.ث. میلان
- سوپرجام ایتالیا(۱): ۲۰۱۶

سویا
- کوپا دل ری: ۱۸–۲۰۱۷ (نایب قهرمانی)

## آمار مربیگری
| تیم            | کشور    | از              | تا             | رکورد | رکورد | رکورد | رکورد | رکورد   |
| تیم            | کشور    | از              | تا             | G     | W     | D     | L     | پیروز % |
| -------------- | ------- | --------------- | -------------- | ----- | ----- | ----- | ----- | ------- |
| آ.اس. رم       | ایتالیا | ۲۱ فوریه ۲۰۱۱   | ۱ ژوئن ۲۰۱۱    | ۱۶    | ۷     | ۴     | ۵     | ۰۴۴     |
| کاتانیا        | ایتالیا | ۹ ژوئن ۲۰۱۱     | ۵ ژوئن ۲۰۱۲    | ۴۰    | ۱۲    | ۱۵    | ۱۳    | ۰۳۰     |
| فیورنتینا      | ایتالیا | ۱۱ ژوئن ۲۰۱۲    | ۸ ژوئن ۲۰۱۵    | ۱۵۳   | ۸۱    | ۳۲    | ۴۰    | ۰۵۳     |
| سمپدوریا       | ایتالیا | ۱۵ نوامبر ۲۰۱۵  | ۲۸ ژوئن ۲۰۱۶   | ۲۷    | ۶     | ۶     | ۱۵    | ۰۲۲     |
| آ.ث.میلان      | ایتالیا | ۲۸ ژوئن ۲۰۱۶    | ۲۷ نوامبر ۲۰۱۷ | ۶۴    | ۳۲    | ۱۴    | ۱۸    | ۰۵۰     |
| سویا           | اسپانیا | ۲۸ دسامبر ۲۰۱۷  | ۲۸ آوریل ۲۰۱۸  | ۲۸    | ۱۱    | ۷     | ۱۰    | ۰۳۹     |
| فیورنتینا      | ایتالیا | ۱۰ آوریل ۲۰۱۹   | ۲۱ دسامبر ۲۰۱۹ | ۲۷    | ۶     | ۷     | ۱۴    | ۰۲۲     |
| آدانا دمیرسپور | ترکیه   | ۱ سپتامبر ۲۰۲۱  | ۱۲ ژوئن ۲۰۲۳   | ۷۸    | ۴۰    | ۱۸    | ۲۰    | ۰۵۱     |
| ترکیه          | ترکیه   | ۲۳ سپتامبر ۲۰۲۳ | تا کنون        | ۱۹    | ۹     | ۴     | ۶     | ۰۴۷     |
| مجموع          | مجموع   | مجموع           | ۴۵۰            | ۲۰۳   | ۱۰۵   | ۱۴۲   | ۰۴۵   |         |

## آمار ملی

### بازی های ملی
| تیم ملی ایتالیا | تیم ملی ایتالیا | تیم ملی ایتالیا |
| سال             | تعداد بازی      | تعداد گل        |
| --------------- | --------------- | --------------- |
| ۱۹۹۹            | ۲               | ۰               |
| ۲۰۰۰            | ۵               | ۰               |
| ۲۰۰۱            | ۴               | ۱               |
| ۲۰۰۲            | ۷               | ۲               |
| ۲۰۰۴            | ۱               | ۰               |
| ۲۰۰۵            | ۱               | ۰               |
| مجموع           | ۲۰              | ۳               |

### گل های ملی
| شماره | تاریخ         | میزبان        | حریف          | نتیجه | رقابت   |
| ----- | ------------- | ------------- | ------------- | ----- | ------- |
| ۱     | ۲۵ آوریل ۲۰۰۱ | ایتالیا پروجا | آفریقای جنوبی | ۱–۰+  | دوستانه |
| ۲     | ۲۷ مارس ۲۰۰۲  | انگلستان لیدز | انگلستان      | ۲–۱+  | دوستانه |
| ۳     | ۲۷ مارس ۲۰۰۲  | انگلستان لیدز | انگلستان      | ۲–۱+  | دوستانه |